# Coccinula sinuatomarginata
 (octobre 2024).
Coccinelle à bords sinués
Espèce
Coccinula sinuatomarginata, la Coccinelle à bords sinués, est une espèce d'insectes coléoptères de la famille des Coccinellidae.

## Description
D'une longueur de 3 à 3,5 millimètres, cette espèce possède six taches rondes sur le dessus des élytres et 8 plus petites situées sur le pourtour des élytres et plus ou moins confluentes (d'où le nom d'espèce). Le pronotum est noir avec une bordure blanche ou jaune étroite sur l'avant et les côtés. La base du pronotum est nettement plus étroite que les élytres.

## Confusion possible
En comparaison, Coccinula quatuordecimpustulata s'en distingue par sa bordure jaune à l'avant du pronotum plus large et irrégulière et à ses taches marginales des élytres généralement non confluentes.

## Répartition
Espèce très rare à répartition mal connue, elle vit en Europe méridionale et est citée à l'est jusqu'au Kazakhstan.

## Écologie
Les adultes et les larves se nourrissent de pucerons dans les arbres et arbustes des forêts et de leurs lisières. Elle affectionne particulièrement les zones steppiques des secteurs montagneux.

## Systématique
Le nom valide complet (avec auteur) de ce taxon est Coccinula sinuatomarginata (Faldermann (d), 1837).
L'espèce a été initialement classée dans le genre Coccinella sous le protonyme Coccinella sinuatomarginata Faldermann, 1837.
Ce taxon porte en français le nom vernaculaire ou normalisé suivant : Coccinelle à bords sinués.
Coccinula sinuatomarginata a pour synonyme :
- Coccinella sinuatomarginata Faldermann, 1837